# Osowo (rejon werenowski)
Osowo (biał. Асава; ros. Осова) – wieś na Białorusi, w obwodzie grodzieńskim, w rejonie werenowskim, w sielsowiecie Podhorodno.
Znajduje tu się rzymskokatolicka parafia św. Jerzego, z kościołem z 1909.

## Historia
W 1666 powstał pierwszy kościół katolicki w Osowie. W wyniku III rozbioru Polski wieś znalazła się w granicach Rosji.
W dwudziestoleciu międzywojennym leżało w Polsce, w województwie nowogródzkim, w powiecie lidzkim, w gminie Żyrmuny. Po II wojnie światowej w granicach Związku Sowieckiego. Od 1991 w niepodległej Białorusi.